# Acide méthylmalonique
L’acide méthylmalonique est un composé chimique du groupe des acides dicarboxyliques. Il présente la structure de base de l'acide malonique et comporte en outre un groupe méthyle. Les sels de l'acide méthylmalonique sont appelés méthylmalonates. 

## Métabolisme

Voie du métabolisme du propionate avec l'acide méthylmalonique comme sous-produit

L'acide méthylmalonique est un sous-produit de la voie métabolique du propionate. Les sources de départ de cet acide sont les suivantes, les contributions approximatives respectives au métabolisme du propionate dans le corps entier étant indiquées entre parenthèses:
- les acides aminés essentiels: méthionine, valine, thréonine et isoleucine[4] (~ 50%[3])
- acides gras à chaîne impaire[4] (~ 30%[3])
- l'acide propanoïque issu de la fermentation bactérienne[4] (~ 20%[3])
- chaîne latérale du cholestérol[4]
- thymine[5]

Le dérivé du propionate, le propionyl-CoA, est converti en D-méthylmalonyl-CoA par la propionyl-CoA carboxylase, puis en L-méthylmalonyl-CoA par la méthylmalonyl-CoA épimérase. L'entrée dans le cycle de Krebs se fait par la conversion du L-méthylmalonyl-CoA en succinyl-CoA par la L-méthylmalonyl-CoA mutase, la vitamine B12 sous forme d'adénosylcobalamine étant nécessaire comme coenzyme. Cette voie de dégradation du propionyl-CoA en succinyl-CoA représente l'une des voies anaplérotiques les plus importantes du cycle de Krebs. L'acide méthylmalonique est formé comme sous-produit de cette voie métabolique lorsque le D-méthylmalonyl-CoA est scindé en acide méthylmalonique et en CoA par la D-méthylmalonyl-CoA hydrolase,. L'enzyme Acyl-CoA synthétase family member 3 (acyl-CoA synthetase family member 3, ACSF3) est à son tour responsable de la conversion de l'acide méthylmalonique et du CoA en méthylmalonyl-CoA.

## Pertinence clinique

### Carence en vitamine B12
Un taux élevé d'acide méthylmalonique dans l'organisme peut indiquer une carence en vitamine B12, notamment lorsque celle-ci est présente en quantité normale mais non fonctionnelle, comme cela peut être le cas en cas d'intoxication répétée au protoxyde d'azote.

### Maladies métaboliques
Des taux élevés d'acide méthylmalonique peuvent également être dus à des acidémies méthylmaloniques.
Si les taux élevés d'acide méthylmalonique sont accompagnés de taux élevés d'acide malonique, cela peut indiquer une maladie métabolique appelée acidurie combinée malonique et méthylmalonique (combined malonic and methylmalonic aciduria, CMAMMA). Le calcul du rapport acide malonique/acide méthylmalonique dans le plasma sanguin permet de distinguer la CMAMMA de l'acidémie méthylmalonique classique.

### Cancer
En outre, l'accumulation d'acide méthylmalonique dans le sang avec l'âge a été liée à la progression des tumeurs en 2020.

### Surcroissance bactérienne dans l'intestin grêle
La prolifération bactérienne dans l'intestin grêle peut également conduire à des niveaux élevés d'acide méthylmalonique en raison de la concurrence des bactéries dans le processus d'absorption de la vitamine B 12,. Ceci est vrai pour la vitamine B 12 provenant de l'alimentation et de la supplémentation orale et peut être contourné par des injections de vitamine B 12. Des études de cas portant sur des patients atteints du syndrome de l'intestin court ont également permis de formuler l'hypothèse selon laquelle la prolifération bactérienne intestinale entraîne une production accrue d'acide propanoïque, qui est un précurseur de l'acide méthylmalonique. Il a été démontré que, dans ces cas, les taux d'acide méthylmalonique revenaient à la normale avec l'administration de métronidazole,. 

## Mesure
Les concentrations d'acide méthylmalonique dans le sang sont mesurées par spectrométrie de masse par chromatographie en phase gazeuse ou par chromatographie en phase liquide couplée à la spectrométrie de masse. Les valeurs attendues de l'acide méthylmalonique chez les personnes en bonne santé se situent entre 73 et 271 nmol/L,. 